# Rugby-Union-Südamerikameisterschaft 2002
Die Rugby-Union-Südamerikameisterschaft 2002 (spanisch Sudamericano de Rugby 2002) der Division A war die 24. Ausgabe der südamerikanischen Kontinentalmeisterschaft in der Sportart Rugby Union. Teilnehmer waren die Nationalmannschaften von Argentinien, Chile, Paraguay und Uruguay. Den Titel gewann zum 23. Mal Argentinien.
Parallel dazu fand der Wettbewerb der Division B statt, der vier weitere Nationalteams aus Brasilien, Kolumbien, Peru und Venezuela umfasste.

## Division A

### Tabelle
Für einen Sieg gab es drei Punkte, für ein Unentschieden zwei Punkte, bei einer Niederlage einen Punkt.
|    | Land        | Spiele | Siege | Unent. | Ndlg. | Spiel- punkte | Diff. | Tabellen- punkte |
| -- | ----------- | ------ | ----- | ------ | ----- | ------------- | ----- | ---------------- |
| 1. | Argentinien | 3      | 3     | 0      | 0     | 244:34        | + 210 | 9                |
| 2. | Uruguay     | 3      | 2     | 0      | 1     | 135:57        | + 78  | 7                |
| 3. | Chile       | 3      | 1     | 0      | 2     | 86:95         | − 9   | 5                |
| 4. | Paraguay    | 3      | 0     | 0      | 3     | 11:290        | − 279 | 3                |

### Ergebnisse
| 28. April 2002 | Argentinien | 35 : 21        | Uruguay                                                                                | Marista Rugby Club, Mendoza Schiedsrichter: Horacio Spinzi (Paraguay) |
| 28. April 2002 | Versuche: Fernández Miranda Núñez Piossek (2) Senillosa Soler (2) Erhöhungen: Fernández Miranda Straftritte: Fernández Miranda | (18:6) Bericht | Versuche: Grillé (2) Erhöhungen: Menchaca Straftritte: Menchaca (2) Dropgoals: Aguirre | Marista Rugby Club, Mendoza Schiedsrichter: Horacio Spinzi (Paraguay) |

| 28. April 2002 | Chile                                                                      | 57 : 5         | Paraguay         | Prince of Wales Country Club, Santiago de Chile |
| 28. April 2002 | Versuche: Berti Damm Escobar García (4) Lacassie (2) Erhöhungen: Berti (6) | (24:5) Bericht | Versuche: Kneupp | Prince of Wales Country Club, Santiago de Chile |

| 1. Mai 2002 | Argentinien | 152 : 0        | Paraguay | Marista Rugby Club, Mendoza Schiedsrichter: Andrés Herbozo (Chile) |
| 1. Mai 2002 | Versuche: Bouza (2) Gaitán Legora Nannini Núñez Piossek (4) Phelan Senillosa (3) Soler (4) Sporleder (4) Stortoni (3) Erhöhungen: Cilley (16) | (69:0) Bericht |          | Marista Rugby Club, Mendoza Schiedsrichter: Andrés Herbozo (Chile) |

| 1. Mai 2002 | Chile                                              | 16 : 33         | Uruguay                                                   | Marista Rugby Club, Mendoza Schiedsrichter: Rafael Molina (Argentinien) |
| 1. Mai 2002 | Versuche: Calleja García Straftritte: González (2) | (11:16) Bericht | Versuche: Berruti Grillé Ibarra Straftritte: Menchaca (6) | Marista Rugby Club, Mendoza Schiedsrichter: Rafael Molina (Argentinien) |

| 3. Mai 2002 | Paraguay                  | 6 : 81  | Uruguay | Marista Rugby Club, Mendoza Schiedsrichter: Rafael Molina (Argentinien) |
| 3. Mai 2002 | Straftritte: Espinola (2) | Bericht | Versuche: M. Aguirre Álvarez Bono (4) Canessa Ibarra Lamelas Pagani Sierra Vilaboa Erhöhungen: S. Aguirre (3) Sierra (6) Straftritte: Sierra | Marista Rugby Club, Mendoza Schiedsrichter: Rafael Molina (Argentinien) |

| 4. Mai 2002 | Argentinien | 57 : 13        | Chile                                                              | Marista Rugby Club, Mendoza Zuschauer: 5500 Schiedsrichter: Eduardo Blengio (Uruguay) |
| 4. Mai 2002 | Versuche: Gaitán Nannini Núñez Piossek Roncero Senillosa (3) Simone Stortoni Erhöhungen: Fernández Miranda (6) | (31:0) Bericht | Versuche: Broussain Erhöhungen: González Straftritte: González (2) | Marista Rugby Club, Mendoza Zuschauer: 5500 Schiedsrichter: Eduardo Blengio (Uruguay) |

## Division B

### Tabelle
Für einen Sieg gab es drei Punkte, für ein Unentschieden zwei Punkte, bei einer Niederlage einen Punkt.
|    | Land      | Spiele | Siege | Unent. | Ndlg. | Spiel- punkte | Diff. | Tabellen- punkte |
| -- | --------- | ------ | ----- | ------ | ----- | ------------- | ----- | ---------------- |
| 1. | Brasilien | 3      | 3     | 0      | 0     | 126:22        | + 104 | 9                |
| 2. | Peru      | 3      | 2     | 0      | 1     | 58:40         | + 18  | 7                |
| 3. | Venezuela | 3      | 1     | 0      | 2     | 41:57         | − 16  | 5                |
| 4. | Kolumbien | 3      | 0     | 0      | 3     | 3:109         | − 106 | 3                |

### Ergebnisse
| 5. Oktober 2002 | Brasilien | 32 : 14 | Venezuela | Centro Cultural Deportivo, Lima |
| 5. Oktober 2002 |           |         |           | Centro Cultural Deportivo, Lima |

| 5. Oktober 2002 | Peru | 28 : 0 | Kolumbien | Centro Cultural Deportivo, Lima |
| 5. Oktober 2002 |      |        |           | Centro Cultural Deportivo, Lima |

| 8. Oktober 2002 | Brasilien | 64 : 0 | Kolumbien | Centro Cultural Deportivo, Lima |
| 8. Oktober 2002 |           |        |           | Centro Cultural Deportivo, Lima |

| 8. Oktober 2002 | Peru | 20 : 12 | Venezuela | Centro Cultural Deportivo, Lima |
| 8. Oktober 2002 |      |         |           | Centro Cultural Deportivo, Lima |

| 12. Oktober 2002 | Kolumbien | 3 : 17 | Venezuela | Centro Cultural Deportivo, Lima |
| 12. Oktober 2002 |           |        |           | Centro Cultural Deportivo, Lima |

| 12. Oktober 2002 | Peru | 10 : 28 | Brasilien | Centro Cultural Deportivo, Lima |
| 12. Oktober 2002 |      |         |           | Centro Cultural Deportivo, Lima |